# 埃尔巴耶火山

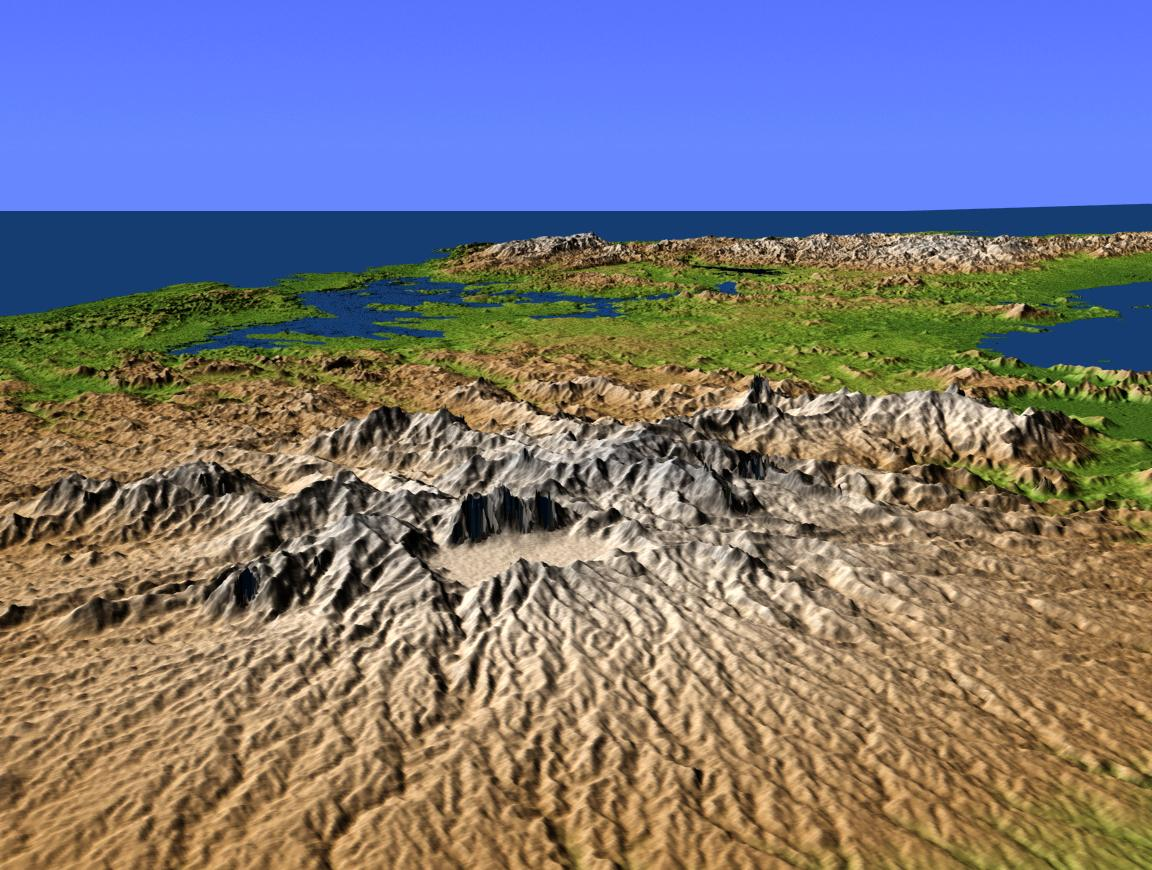

埃尔巴耶火山（西班牙語：El Valle）是巴拿马中部的一座複式火山，是中美洲火山弧最东边的一座，由中美洲下方的纳斯卡板块隱沒帶形成。